# Jorge Solari
Jorge Raúl Solari (* 11. listopadu 1941, Buenos Aires) je bývalý argentinský fotbalista, který hrál jako fotbalový záložník a trenér.
Hrál za Newell's Old Boys, Vélez Sarsfield, River Plate, Estudiantes de La Plata a Torreón,
3× nastoupil za Argentinu a reprezentoval ji na Mistrovství světa 1966. Jako trenér působil po celém světě, např. v Argentině a Španělsku, trénoval také japonskou Yokohamu Marinos.